# Walter Molino

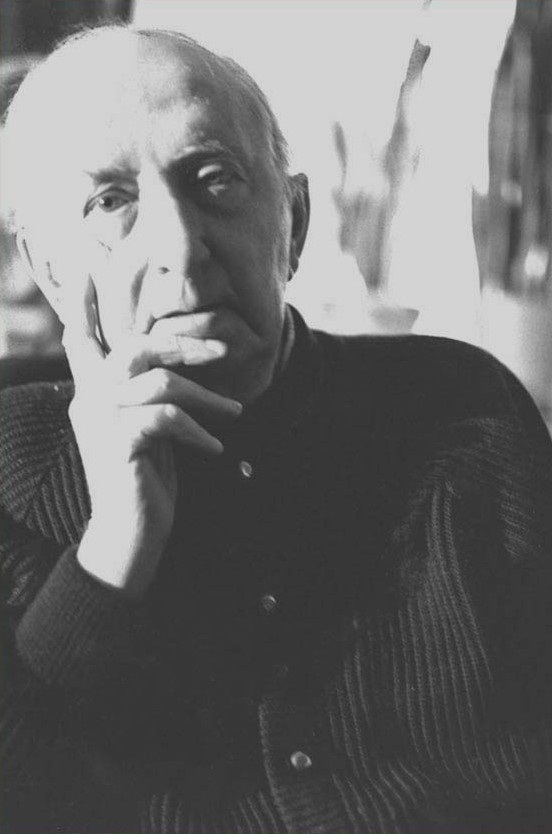
Walter Molino 1994

Walter Molino (* 5. November 1915 in Reggio nell’Emilia, Emilia-Romagna; † 8. Dezember 1997 in Mailand, Provinz Mailand) war ein italienischer Comiczeichner und Illustrator.

## Leben und Werk
Molino erhielt seine akademische Ausbildung in Mailand und debütierte Mitte der 1930er Jahre mit Zeichnungen für verschiedene Publikationen. Ab 1936 arbeitete er für die humoristische Wochenschrift Bertoldo, bevor er 1938 nach Vorlage von Federico Pedrocchi mit Virus, il mago della foresta morta seinen ersten Comic schuf. In der Folgezeit zeichnete Molino Capitan l'Audace und übernahm Kit Carson von Rino Albertarelli. Im Jahr 1941 begann Molinos knapp 30 Jahre andauernde Zusammenarbeit mit der Zeitschrift Domenica del Corriere, für die er Titelbilder und humoristische Zeichnungen schuf. Abgesehen von einigen Ausnahmen, so im Jahr 1946, wo er unter dem Pseudonym J.W. Symes für das Magazin Grand Hotel mittels einer Mischung aus Foto- und Waschtechnik mehrere Geschichten zeichnete, war Molino seit 1941 fast ausschließlich als Illustrator tätig.